# Naomi Scott
Naomi Grace Scott (Hounslow, 6 de maig de 1993) és una actriu i cantant anglesa, sobretot coneguda pel paper de Princesa Jasmine a l'adaptació d'imatge real de Walt Disney Pictures Aladdin (2019). També va contribuir a la banda sonora de la pel·lícula. Scott també ha aparegut en la sèrie de ciència-ficció Terra Nova (2011) i en el film per a adolescents de Disney Channel Lemonade Mouth (2011), i va aparèixer com a Kimberly Hart en la pel·lícula de superherois Power Rangers (2017).

## Filmografia
| Any  | Títol            | Paper                            | Notes                                    |
| ---- | ---------------- | -------------------------------- | ---------------------------------------- |
| 2015 | The 33           | Escarlette Sepulveda             |                                          |
| 2015 | The Martian      | Ryoko                            | Escena descartada; versió ampliada només |
| 2017 | Power Rangers    | Kimberly "Kim" Hart/ Pink Ranger |                                          |
| 2019 | Aladdin          | Princesa Jasmine                 |                                          |
| 2019 | Charlie's Angels | Elena Houghlin                   |                                          |

| Any       | Títol                | Any                  | Notes              |
| --------- | -------------------- | -------------------- | ------------------ |
| 2008–2009 | Life Bites           | Megan                | Paper protagonista |
| 2011      | Lemonade Mouth       | Mohini "Mo" Banjaree | Telefilm           |
| 2011      | Terra Nova           | Maddy Shannon        | Paper protagonista |
| 2013      | By Any Means         | Vanessa Velasquez    | Episodi: "3"       |
| 2015–2016 | Lewis                | Sahira Desai         | Paper recurrent    |
| 2022      | Anatomy of a Scandal | Olivia Lytton        | Paper protagonista |